# زولتان كوفاتش (لاعب كرة قدم)
زولتان كوفاتش (بالمجرية: Kovács Zoltán)‏ (16 ديسمبر 1986 ببودابست في المجر - 27 أغسطس 2013 ببودابست في المجر) هو لاعب كرة قدم مجري في مركز الدفاع. شارك مع منتخب المجر تحت 21 سنة لكرة القدم. أما مع النوادي، فقد لعب مع غيور تورنا أوزتالي ونادي بودابست هونفيد وNyíregyháza Spartacus FC ‏ وGyőri ETO FC II ‏ وVecsési FC ‏ وRákospalotai EAC ‏.

## وصلات خارجية
- زولتان كوفاتش على موقع قاعدة بيانات كرة القدم.إي يو (الإنجليزية)